# Leonberg
Leonberg és una ciutat situada al mig del Land alemany de Baden-Württemberg, aproximadament 13 km a l'oest de Stuttgart. Amb aproximadament 45.000 habitants és, després de Sindelfingen i Böblingen, la tercera ciutat més gran del Landkreis Böblingen. Des de l'1 d'octubre del 1963 Leonberg és una Große Kreisstadt i fins al 1973 va ser la capital del Landkreis. Leonberg es troba a mà dreta de la vall del riu Glems.